# Capurodendron mandrarense
Capurodendron mandrarense är en tvåhjärtbladig växtart som beskrevs av Aubrev. Capurodendron mandrarense ingår i släktet Capurodendron och familjen Sapotaceae. Inga underarter finns listade i Catalogue of Life.